# Пушкин (град)
Вижте пояснителната страница за други значения на Пушкин.
Пушкин (на руски: Пушкин, през 1710 – 1918 Царское село, през 1918 – 1937 Детское село) е град в Русия, в състава на Пушкински район на град от федерално значение на Руската федерация Санкт Петербург. Население 84 600 жители към 2003 г. Наречен е на именития руски поет Александър Пушкин.

## Ранна история
В шведско време на територията на Екатерининския дворец се намира имението на шведски магнат. Русите основават нов град на 24 юни 1710 г., когато по заповед на Петър I селището заедно с още 43 поселения е подарено на Марта Скавронска – негова втора съпруга под името Екатерина I Алексеевна. От този момент Царско село става императорска резиденция.

## История в дати
- 1720 – първата улица на Царское Село – Садовая
- 1734 – Знаменска церква – най-старата каменна постройка в града
- 1755 – Кехлибарената стая
- 1756 – завършва се строителството на Екатерининския Дворец по архитектурен проект на Растрели
- 1782 – Орловска порта
- 1810 – Основан е Лицеят на Царское Село
- 1817 – Порта „Любезным моим сослуживцам“
- 1824 – Колонистко езеро („Колоничка“)
- 1830 – Египетска порта
- 1837 – Открита е градската железница
- В края на XIX век – първият в Европа напълно електрифициран град
- 1905 – Александровският дворец става главна резиденция на Николай II. Тук, по време на Февруарската революция, членовете на царското семейство са държани под домашен арест
- 1937 – Градът е преименуван на името на Пушкин по случай 100 години от неговата гибел
- септември 1941 – Фашистките войски разграбват и разрушават дворцовия комплекс
- 2003 – Възстановена е Кехлибарената стая

## Исторически райони на града
- Център – Преобладават нискоетажни постройки като много домове са построени още през дореволюционно време.
- София – разположен южно от центъра, на югоизток от парка.
- Красноселка
- Фриденталска колония
- БАМ – на север в Пушкин. БАМ е застроен по съветско време с многоетажни домове.

## Учебни заведения
- Аграрен университет
- Ленинградски държавен университет „А. С. Пушкин“
- Военноморски иженерен институт
- Военно инженерно-технически университет (бивше ПВВИСУ)
- Пушкински военен институт по радиоелектроника и космически войски
- Учебен център ГУВД на Санкт Петербург и Ленинградска област

## Дворци и паркове

### Дворци
- Александровски дворец
- Баболовски дворец
- Екатеринински дворец
- Запасно (Владимирски) дворец
- Дворец княгини Палей

### Паркове
- Александровски парк
- Баболовски парк
- Екатеринински парк
- Отделен парк
- Буферен парк

## Екатеринински дворец
Най-интересната сграда на град Пушкин е Екатерининският дворец, образец на руски барок. Дворецът е именуван на Екатерина I, която е втора съпруга на Петър Велики. Елисавета, дъщерята на Петър Велики, после Екатерина II (Велика) внасят нови елементи в преустройството на двореца. Но автентичният вид на фасадата, дело на Растрели, е запазен. По време на окупацията през Втората световна война, нацистите използват двореца за казармени помещения. От 58 разрушени зали на двореца са възстановени 32.

### Голяма зала
Най-известното помещение е Голямата зала, използвана за организиране на балове и приеми. По-дългите ѝ стени са украсени с по два реда прозорци. Високите огледала помежду им са поставени в позлатени, богато орнаментирани рамки. По стените има още огромни потонни фрески, изобразяващи руските военни победи и постижения в областта на науката и изкуството.

### Кехлибарена стая
От северната страна на парадното стълбище на Екатеринински дворец се намира Кехлибарената стая. Тя дължи името си на изцяло гравираната кехлибарена облицовка, която в миналото украсявала стените ѝ, и е дарена на Петър I (Велики) от краля на Прусия – Фридрих Вилхелм I – при сключването на договора от 1716 г. Кехлибарената облицовка, наред с много други ценности, изчезва по време на нацистката окупация. През 1979 г. съветското правителство преустановява издирването ѝ и пристъпва към реставрация на помещението, завършила през 2003 година.

### Други
Други великолепни стаи са Парадната синя приемна, Китайската синя гостна и Преддверието за хора. Самобитният интериор на Китайската синя гостна е дело на архитекта Камерън. При възстановяването са използвани оригинални чертежи и оригиналната коприна за облицоване на стените, която била намерена в едно от складовите помещения на Ермитажа.
- Парадна синя приемна на Александър I
- Китайска небесносиня гостна
- Зелена столова

### Парк
Сред алеите и езерата на Екатерининския парк са пръснати многобройни мраморни статуи, водопади, павилиони, мостове и кейове. Не по-малко интересна е и Английската градина. Тук се намира галерията на Камерън, където са изложени национални носии от XVIII – XIX в.
- Павилион „Ермитаж“ в парка
- Павилион „Пещера“
- Датски партер
- Фрайлинска градина
- Собствена градина (за лично ползване, не за представителни цели)

## Александровски дворец
Разположен е извън очертанията на парка, на север от Екатеринския дворец. Той е сватбен подарък от Екатерина Велика за нейния внук, престолонаследника Александър I. Местният лицей е построен през 1791 г. като училище за потомците на Екатерина Велика. По-късно е превърнат в учебно заведение за млади благородници. Най-прочутият възпитаник на лицея е Александър Пушкин.

## Известни личности
Родени в Пушкин
- Арсений Голенишчев-Кутузов (1848 – 1913), писател
- Николай I (1796 – 1855), император
- Николай Николаевич (1831 – 1891), велик княз

Починали в Пушкин
- Александър Беляев (1884 – 1942), писател
- Александър Головин (1863 – 1930), художник
- Екатерина II (1729 – 1796), императрица
- Николай Столетов (1834 – 1912), офицер
- Алексей Суворин (1834 – 1912), журналист
- Фьодор Тютчев (1803 – 1873), поет

Други личности, свързани с Пушкин
- Александър Пушкин (1799 – 1837), поет, учи в града през 1810-те

## Побратимени градове
- Олбор, Дания

## Външни препртки
- Официален сайт
- История и съвременност на Царско Село Архив на оригинала от 2011-11-02 в Wayback Machine.
- Град Пушкин